# Groß Laasch
Groß Laasch is een gemeente in de Duitse deelstaat Mecklenburg-Voor-Pommeren, en maakt deel uit van het Landkreis Ludwigslust-Parchim.
Groß Laasch telt 957 inwoners.

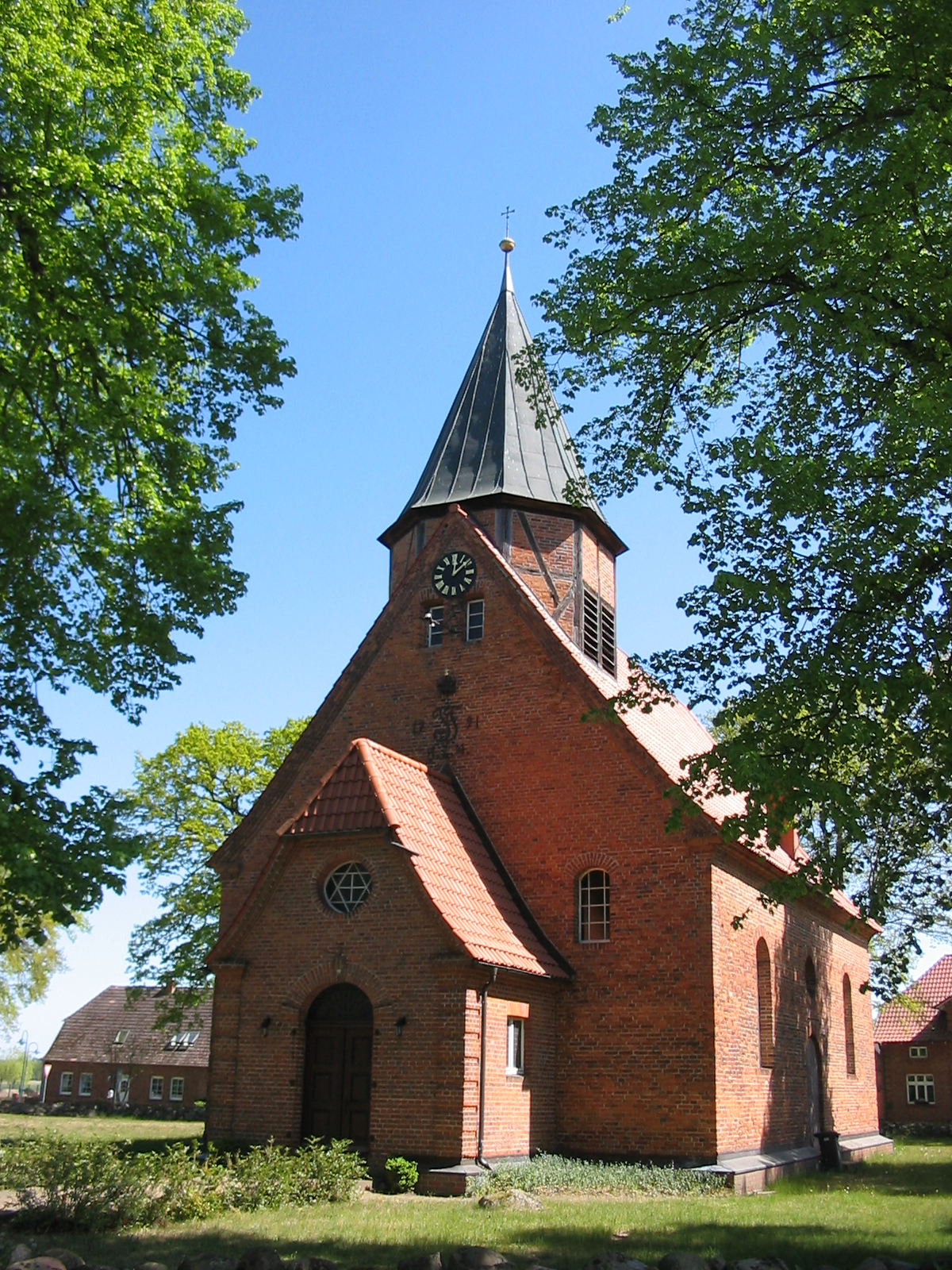
Kerk in Groß Laasch (1791)

Het dorp ligt niet ver van de Autobahn Hamburg - Berlijn en van de plaatsen Ludwigslust en Wöbbelin.

Op het grondgebied  van Groß Laasch lag in 1944 en begin 1945 het concentratiekamp KZ Wöbbelin, een buitencommando van kamp Neuengamme. Zie : Wöbbelin.